# Panurgus calcaratus
Panurgus calcaratus là một loài ong trong họ Andrenidae. Loài này được Scopoli miêu tả khoa học đầu tiên năm 1763.